# Cirolana fluviatilis
Cirolana fluviatilis är en kräftdjursart som beskrevs av Stebbing 1902. Cirolana fluviatilis ingår i släktet Cirolana och familjen Cirolanidae. Inga underarter finns listade i Catalogue of Life.